# みなべ町
みなべ町（みなべちょう）は、和歌山県日高郡にある町。紀南地域（西牟婁圏域）に属する。
梅の生産量は日本一であり、梅の代表品種として知られる南高梅発祥の地である。青梅の生産量とともに梅干しの生産量も日本一である。南部町の木はウバメガシであり、ウバメガシを使った備長炭の生産では2005年に日高川町が誕生するまでは日本一であった。

## 地理
- 和歌山県の中部にある日高郡の南端に位置しており、太平洋と紀伊山地に囲まれている。景勝地として、鹿島に代表される田辺南部海岸県立自然公園の海岸地形がある。今後発生が予測される南海トラフ巨大地震の際には、町内に最大11mの津波が到達することが予想されている[4]。
- 河川
  - 南部川（二級河川）
  - 古川（二級河川）

### 人口
| |                                          |  |
| みなべ町と全国の年齢別人口分布（2005年） | みなべ町の年齢・男女別人口分布（2005年） |  |
| ■紫色 ― みなべ町 ■緑色 ― 日本全国 | ■青色 ― 男性 ■赤色 ― 女性                |  |
| みなべ町（に相当する地域）の人口の推移 \| 1970年（昭和45年） \| 15,352人 \| \| \| 1975年（昭和50年） \| 15,335人 \| \| \| 1980年（昭和55年） \| 15,390人 \| \| \| 1985年（昭和60年） \| 15,261人 \| \| \| 1990年（平成2年） \| 15,109人 \| \| \| 1995年（平成7年） \| 14,907人 \| \| \| 2000年（平成12年） \| 14,734人 \| \| \| 2005年（平成17年） \| 14,200人 \| \| \| 2010年（平成22年） \| 13,470人 \| \| \| 2015年（平成27年） \| 12,742人 \| \| \| 2020年（令和2年） \| 11,818人 \| \| |                                          |  |
| 総務省統計局 国勢調査より |                                          |  |
| 1970年（昭和45年） | 15,352人                                 |  |
| 1975年（昭和50年） | 15,335人                                 |  |
| 1980年（昭和55年） | 15,390人                                 |  |
| 1985年（昭和60年） | 15,261人                                 |  |
| 1990年（平成2年） | 15,109人                                 |  |
| 1995年（平成7年） | 14,907人                                 |  |
| 2000年（平成12年） | 14,734人                                 |  |
| 2005年（平成17年） | 14,200人                                 |  |
| 2010年（平成22年） | 13,470人                                 |  |
| 2015年（平成27年） | 12,742人                                 |  |
| 2020年（令和2年） | 11,818人                                 |  |

## 沿革
- 2004年（平成16年）10月1日 - 日高郡南部町・南部川村が新設合併し、みなべ町が発足。

## 行政
- 町長：山本秀平

### 歴代町長
- 初代：山田五良（2004年10月 - 2008年10月） - 旧南部川村長
- 2代：小谷芳正（2008年10月 - 2024年8月7日）- 在職中死去[5]
- 3代：山本秀平（2024年9月29日 - ）

### 条例
梅の栽培と梅干し生産が盛んなことから、町民に対して「梅干しでおにぎり」を奨励する目的を含む「梅干しでおにぎり条例」を2014年（平成26年）に制定している。

### 地区
- 南部地区 - 堺、埴田、芝、北道、南道、東吉田、気佐藤、山内
- 岩代地区 - 東岩代、西岩代
- 上南部地区 - 熊岡、晩稲、徳蔵、筋、谷口、東本庄、西本庄
- 高城地区 - 滝、広野、島之瀬、東神野川、高野、土井、市井川、熊瀬川
- 清川地区 - 清川

## 経済

### 産業
梅関連産業は生産農家だけにとどまらず、梅加工業、流通業、小売業などへの波及効果が大きく、地域経済の基幹産業となっている。みなべ町では町役場内に「うめ課」を設置し、一貫した産業振興を行っている。
また、水産業についても、黒潮に近いこともあって伊勢海老やイワシ、アジ、サバ、タチウオなど魚種が豊富で、水揚げ量も多い。

#### 名産品
- 梅干し - 生産日本一。特に南高梅を使用したものは最高級品とされ特産品。
- 備長炭 - 木炭の最高級品。
- 蒲鉾 - 南蛮焼、ごぼう巻は特産品。
- 干物 - めざし、イカの一夜干し、しらす干し、アジの開き、カマスの開きなど。
- 盆石界で知られる瓜谷石は同町から採掘される。

### 日本郵政グループ
- 南部郵便局（集配郵便局）
- 清川郵便局（集配郵便局）
- 高城郵便局
- 岩代郵便局
- 上南部郵便局

各郵便局にはゆうちょ銀行のATMが設置されており、南部郵便局ではホリデーサービスを実施（2011年6月現在）。
※みなべ町内の郵便番号は「645-00xx」（旧南部川村域の一部を除く/南部郵便局の管轄）・「645-02xx」（旧南部川村域の一部/清川郵便局の管轄）となっている。

## 姉妹都市・提携都市
国内、海外ともになし。

## 教育

### 保育施設
- みなべ町立南部保育所
- みなべ町立上南部保育所
- みなべ町立高城保育所
- みなべ町立清川保育所
- 愛之園保育園

### 幼稚園
- みなべ町立南部幼稚園
- 白梅幼稚園

### 小学校
- みなべ町立南部小学校
- みなべ町立上南部小学校
- みなべ町立岩代小学校
- みなべ町立高城小学校
- みなべ町立清川小学校

### 中学校
- みなべ町立南部中学校
- みなべ町立上南部中学校
- みなべ町立高城中学校
- 大阪星光学院南部学舎

### 高等学校
- 和歌山県立南部高等学校
- 大阪星光学院南部学舎

## 交通

### 鉄道

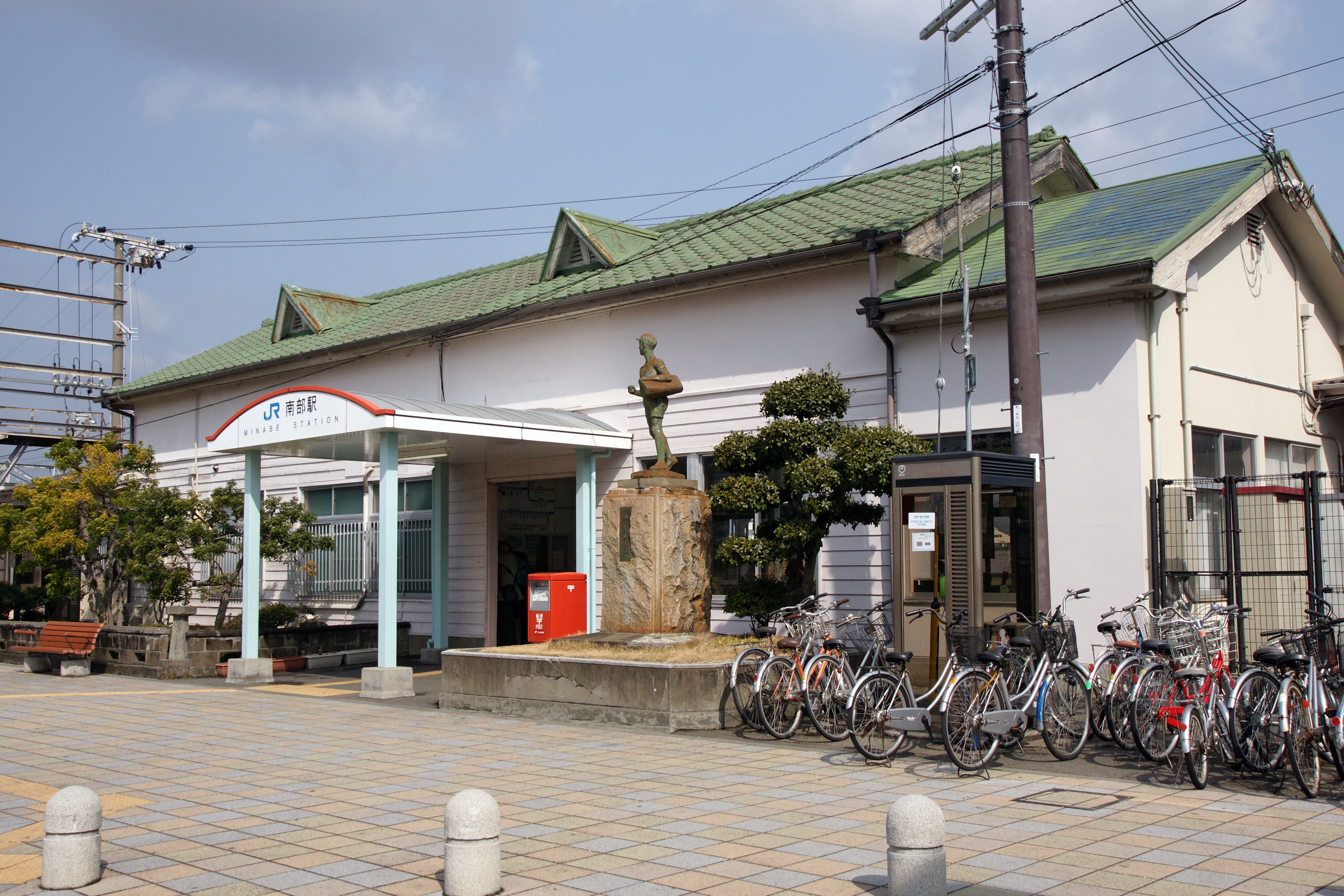
南部駅

JR西日本
- 紀勢本線（きのくに線）
  - 南部駅 - 岩代駅

中心となる駅：南部駅(無人駅であるが特急停車駅)

### バス
- 龍神自動車
  - みなべ線 ： 紀伊田辺駅へ向かう路線
  - みなべ梅林線（臨時）： 梅の開花する時期に合わせて運行している
- みなべコミバス（定期便有）

### 主要道路
- 阪和自動車道（近畿自動車道紀勢線） みなべIC
- 国道42号
- 国道424号

## 名所・旧跡・観光スポット・祭事
景勝地
- 千里の浜 - 白砂清松の浜、熊野古道の一部。本州有数のアカウミガメ産卵地
- 鹿島 - 南部湾沖合いに浮かぶ、鹿島大明神が鎮座する信仰の島（和歌山県立自然公園第1種特別地域）

梅林
- 南部梅林 - 「一目百万、香り十里」と称される日本最大の梅林で、田辺藩によって始められたという梅林。尚、この梅林は観梅用ではなく、産業（果実採取）用の農林である。しかし、地元農家の好意で開花シーズンに一般公開されているものである。

開園時期 梅の開花期の8:00 - 17:00
所在地 みなべ町晩稲（梅の里観梅協会）
- 岩代大梅林 - 2万本の梅の海

所在地 みなべ町西岩代（岩代大梅林観梅協会）
- 千里梅林 - 千里の浜の海を見下ろす丘に位置する

所在地 みなべ町山内

　→これら梅栽培地が田辺市と合わせ2015年に国連食糧農業機関の世界重要農業遺産システムに登録された
旧跡
- 須賀神社
- 清川天宝神社
- 千里観音 - 近西国三十三番札所
- 九十九王子 - 三鍋王子 / 千里王子社 / 岩代王子社
- 南部峠の石仏
- 堺地蔵堂

施設
- うめ振興館
- 紀州梅干館
- 紀州備長炭振興館 イメージキャラクターはびんちょうタン
- 小目津浜公園
- 猪の山公園

温泉
- 鶴の湯温泉
- みなべ温泉
- 紀州みなべ千里浜温泉

### 祭事
- 梅祭り - 2月21日
- 須賀神社の秋祭り - 10月9日
- 鹿島神社の秋祭り - 10月第3日曜日
- 高城天宝神社の秋祭り - 10月第4日曜日
- 清川天宝神社の秋祭り - 10月の最終日曜日

### 宿泊
- Hotel & Resorts WAKAYAMA-MINABE
- 朝日楼
- 国民宿舎 紀州路みなべ
- 鶴の湯温泉

## 出身著名人
- 石橋八九郎（旧姓・中村、綿ネル商、石橋合名会社代表社員、四十三銀行取締役）
- 吹石徳一（プロ野球選手、プロ野球スカウト）
- 川島ケイジ（シンガーソングライター - 2017年12月、みなべ町ふるさと大使に就任[7][8]。
- 春風亭橋蔵（落語家）

## 関連著名人
- 藤本勝巳（元プロ野球選手）
- 上田次朗（元プロ野球選手）
- 植田幸弘（元プロ野球選手・広島東洋カープコーチ）
- 濱中治（元プロ野球選手・阪神タイガース他）
- 桂紗綾（朝日放送テレビアナウンサー）- 2010年4月、みなべ町ふるさと大使に就任。